# Csangcsun–Csilin nagysebességű vasútvonal

A vasútvonal Csangcsunban

A Csangcsun–Csilin nagysebességű vasútvonal (长吉城际铁路)  egy 111 km hosszú kétvágányú, 25 kV 50 Hz-cel villamosított nagysebességű vasútvonal Kínában Csangcsun és Csilin között Csilin provinciában.
A vasútvonal 111 km hosszú, 2011. január 1-jén nyílt meg. Ez volt az első nagysebességű vasútvonal Északkelet-Kínában.
A teljes költség 9,6 milliárd jüan volt. Az építkezés 2007 május 13-án kezdődött, a hivatalos megnyitása 2011. január 1-jén volt. A vonatok maximális sebessége 250 km/h, így a két állomás között a korábbi 1,5 óráról 29 percre csökkent az utazási idő. A vonal kiszolgálja a Csangcsun nemzetközi repülőteret is, Csangcsunból 9 perc, Csilinből 22 perc a menetidő.

## Állomások
A vonalon 7 állomás található, ebből jelenleg 3 üzemel, további 4 későbbi megnyitáshoz fenntartva
- Csangcsun
- Konggang
- Csangcsun nemzetközi repülőtér
- Jiutai South
- Xinhuapichang
- Shuangji
- Csilin